# ダウ★ツーマン
『ダウ★ツーマン』は、2024年4月2日（1日深夜）から2025年3月25日（24日深夜）までテレビ朝日の『バラバラ大作戦』（月曜第3部）で放送されていた音楽バラエティ番組。ダウ90000の冠番組。

## 概要
前身番組の『週刊ダウ通信』から引き続き出演のダウ90000が、将来の音楽フェス開催を目指しアーティストとトークやライブで親交を深める番組。
2025年3月をもって終了した。

## 出演者
- ダウ90000（蓮見翔・園田祥太・飯原僚也・上原佑太・道上珠妃・中島百依子・忽那文香・吉原怜那）[5]
- 大西洋平（テレビ朝日アナウンサー）[7]

## ゲスト

### 2024年
- 4月2日（1日深夜）- 23日（22日深夜）：Chilli Beans.[5][8][注 2]
- 5月7日（6日深夜）[注 3] - 28日（27日深夜） ：離婚伝説[12][13][注 2]
- 6月4日（3日深夜）- 25日（24日深夜）：Cody・Lee (李)[14][15][注 2]
- 7月2日（1日深夜）- 23日（22日深夜）：少年キッズボウイ[16][17][注 2]
- 8月6日（5日深夜）- 27日（26日深夜）：ヤユヨ[18][19][注 4]
- 9月3日（2日深夜）- 24日（23日深夜）：chelmico[21][22][注 4]
- 10月1日（9月30日深夜）- 22日（21日深夜）：チョーキューメイ[23][24][注 4]
- 10月29日（28日深夜）- 11月19日（18日深夜）：佐藤勝利（timelesz）、CHO CO PA CO CHO CO QUIN QUIN[25]
- 11月26日（25日深夜）- 12月10日（9日深夜）：クジラ夜の街[26][注 4]

### 2025年
- 1月7日（6日深夜）- 28日（27日深夜）：Lucky Kilimanjaro[27][28]
- 2月4日（3日深夜）- 25日（24日深夜）：カネヨリマサル[29][30]
- 3月4日（3日深夜）- 25日（24日深夜）：ハンブレッダーズ[31][32]

## イベント
- ダウ★ツーマンFES 〜歌と笑いの90000Hz〜（2025年2月26日、EX THEATER ROPPONGI）[33][注 5]
  - 出演者[33]…ダウ90000、Chilli Beans.、カネヨリマサル
- ダウ主総会2025 presented byダウ★ツーマン（2025年4月3日、EX THEATER ROPPONGI）[36]

## スタッフ
- ナレーター：島本真衣（テレビ朝日アナウンサー）[37]
- 構成：樅野太紀
- CAM：青木芳行
- AUD：瀬戸秀文
- PA：中澤勇貴
- 美術P：吉村純子
- 美術進行：亀井直子、池田彩乃
- ヘアメイク：久木山千尋
- 編集：村上紫野
- MA：松田直起
- 音効：加藤つよし
- タイトル：石田千紗希（e-naスタジオ）
- 宣伝：津久井美樹、石田京子
- 編成：宇喜多宏美、瀬戸悠希
- 技術協力：テレビ朝日クリエイト、IMAGICA Lab.、エイ・フィールド
- 衣装協力：WEGO
- 統括：藤井智久
- AP：岩崎ちひろ
- AD：中條理人、小林夏大
- ディレクター：大友淳、堀内裕二、土井功輔
- プロデューサー：荒井祥之、大沢解都、渡邊桃子、海老沢まどか、小林裕
- 制作協力：D.Walker
- 制作：テレビ朝日ビジネスソリューション本部 IoTv局 IoTvセンター
- 制作著作：テレビ朝日